# Barão (Rio Grande do Sul)
Barão é um município brasileiro do estado do Rio Grande do Sul.

## Geografia
Localizado entre a Serra Gaúcha e o Vale do Caí, a 110 km da capital Porto Alegre, Barão possui uma área de 124 km² e está a uma altitude de 642 metros. Com localização privilegiada, o município de Barão é um divisor de águas e de culturas, tendo sido colonizado por imigrantes alemães e italianos, e é composto por 5 distritos: Sede, Arroio Canoas, Francesa Alta, Francesa Baixa e General. Sua população estimada para 2021 está em 6.232 habitantes.
| Distrito       | População |
| -------------- | --------- |
| Arroio Canoas  | 800       |
| Barão          | 2500      |
| Francesa Alta  | 1000      |
| Francesa Baixa | 800       |
| General Neto   | 550       |

## Origem
Desmembrado de Salvador do Sul e Carlos Barbosa, Barão emancipou-se no dia 12 de maio de 1988, o município tem sua denominação ligada a ferrovia, construída no início dos anos 1900 para ligar Montenegro a Carlos Barbosa.

### Luiz Henrique, Barão de Holleben(Ludwig Heinrich von Holleben)
Formado em Engenharia na Inglaterra, Luiz Henrique von Holleben veio ao Brasil com sua esposa Maria da Luz dos Santos e se estabeleceu na cidade de Curitiba/PR. Em setembro de 1880, o Barão von Holleben acompanhou o engenheiro Carvalho Borges à colônia Conde D’Eu (atual Garibaldi), a fim de dirigir as obras de construção da ferrovia entre Montenegro e Carlos Barbosa. Na época, teria ele então, se estabelecido no ponto mais avançado da colonização alemã, que ficava entre Salvador do Sul e Carlos Barbosa.
Na época, o local era pouco habitado e, devido à referência das pessoas ao mesmo que, para identificá-lo, diziam: “vou lá no Barão” por ser ele pessoa destaque ali residente. Dessa forma, Luiz Henrique von Holleben acabou emprestando seu nome à localidade, que posteriormente tornou-se distrito de Montenegro e de Salvador do Sul, quando pela lei nº 8.635 conseguiu a emancipação.
O Barão Luiz Henrique von Holleben ficou residindo por 2 anos no atual município, transferindo-se depois para a capital Porto Alegre onde, entre 1882 e 1894, dedicou seu trabalho na linha de bondes Ferro Carril.
Existe, porém, uma outra versão que, segundo o historiador Campos Neto, no seu livro “Montenegro” (página 451), diz que o nome Barão é originário de Francisco Pedro Buarque de Abreu, conhecido também como Chico Pedro, o Barão do Jacuí.

## Famílias pioneiras
A formação do povo baronense iniciou-se com a vinda dos imigrantes alemães e italianos que, criando raízes profundas, muito contribuíram e contribuem na cultura desta terra. Posteriormente, em menor número, vieram os suíços, franceses e holandeses. Hoje, Barão tem uma população com diversidade de raças, línguas e crenças que almejam um único objetivo e, juntando esforços, lutam pelo engrandecimento e o progresso do município.
As primeiras famílias de imigrantes alemães foram: Mayer, Beckenbach, Neuhaus, Stein, Schmitz, Koch, Blei, Schäfer, Neukamp e Selbach, entre outros. As de imigrantes italianos foram De Marchi, Biasetti. Dai Prá, Grando, Basso, Cerutti, Maragnon, Bedini, Cestari, Delazzari, Bassegio, Grespan e Costa, entre outros.
Esses imigrantes alemães e italianos deixaram profundas raízes, influenciando a cultura do povo de Barão com seus hábitos e costumes, sua culinária, suas crenças e fizeram, da agricultura, sua fonte de renda para manter-se e sobreviver na terra desconhecida. Sem dúvida, enfrentaram grandes problemas mas, lutando conseguiram vencer e legaram ao povo seus valores.

## Primeiros estabelecimentos
Em 1889, Valentim Diemer, que era Juiz de Paz, fundou o 1º Cartório de Barão. No começo do século XX, Carlos Selbach e Luiz Calliari exerceram influência marcante na comunidade sendo este último, Mestre da Capela. Até 1916, as celebrações religiosas da sede eram feitas na residência de João Schmitz, músico, regente de coral, doador do primeiro harmônio para a comunidade católica baronense.
Barão desenvolveu-se a partir da construção e ao lado dos trilhos da via férrea, que ligava Porto Alegre a Caxias do Sul, entre 1906 e 1911 sendo, em 1 de dezembro de 1909, inaugurada estação de Barão. Para os trabalhos de construção e, posterior, conservação da ferrovia, abriu-se uma pedreira nas terras de João Baseggio e Vvª Itália Dai Prá fazendo a ligação à pedreira.
Na área mais central, perto da Estação, funcionava uma Cantina e, também, o Armazém de Secos e Molhados Hartmann com grande sortimento de produtos coloniais, utensílios domésticos, ferramentas, tecidos e gêneros alimentícios entre outros. As uvas produzidas na região eram transportadas em carroças puxadas por juntas de bois trazidas pelos próprios produtores em tonéis e cestas.
Com o decorrer dos anos, as condições da ferrovia foram se tornando precárias pelo relevo bastante acidentado que dificultava sua manutenção o que levou à sua desativação em 10 de junho de 1979. Com o desaparecimento do trem de cargas e de passageiros, surgiu a necessidade de ampliação e de melhoria nos meios de transporte rodoviário.Apareceram, então, mais linhas de ônibus que até aí somente possuía um horário a Porto Alegre e um a Garibaldi, caminhões e carros particulares em substituição ao trem e, também, os carros de bois e cavalos, muito ousados antigamente, foram desaparecendo.

## A Emancipação
No início de sua formação, Barão pertencia ao município de São João de Montenegro o qual, em 1 de dezembro de 1914, transferiu a sede do 4º distrito de Badensberg (General Neto) para Barão, elevando-o à categoria de Vila pelo Ato Municipal nº 34.
Em 1963, Barão foi elevado a 2º distrito, quando foram surgindo ideias emancipacionistas. A primeira tentativa ocorreu em 1982 quando a consulta popular deu vitória ao “Não” com uma diferença de 700 votos no plebiscito realizado. Cabe salientar que as Prefeituras envolvidas realizaram campanhas contrárias à emancipação.
Em 1986, o movimento emancipacionista reiniciou e obteve-se autorização para a realização do plebiscito em 1987. Finalmente, em 24 de abril de 1988, realizou-se mais um plebiscito que deu vitória ao “Sim” com 2.900 dos 3.925 votos.
Sua emancipação política administrativa ocorreu em 12 de maio de 1988 pelo Decreto Lei nº 8365, sendo realizadas as eleições para a 1ª administração do município. A partir daí, sucederam-se as administrações:
- 1989/1992 - Prefeito Valério José Calliari e Vice-Prefeito Bernardino Scottá
- 1993/1996 - Prefeito Francisco Mário Simon e Vice-Prefeito José Inácio Heinzmann
- 1997/2000 - Prefeito Valério José Calliari e Vice-Prefeito João Paulo Debacker
- 2001/2004 - Prefeito João Paulo Debacker e Vice-Prefeito Plínio Schneider
- 2005/2008 - Prefeito Cláudio Ferrari e Vice-Prefeito Francisco Mário Simon
- 2009/2012 - Prefeito Cláudio Ferrari e Vice-Prefeito Tercílio Anselmini
- 2013/2016 - Prefeito Jefferson Schuster Born e Vice-Prefeito José Flach
- 2017/2020 - Prefeito Cláudio Ferrari e Vice-Prefeito Tercílio Anselmini
- 2021/2024 - Prefeito Jefferson Schuster Born e Vice-Prefeita Lourdes Schmidt

A Câmara Municipal é composta por nove vereadores.

## Línguas Cooficiais
Localizado entre a Serra Gaúcha e o Vale do Caí, Barão possui localização privilegiada, sendo um divisor de culturas dos alemães que vinham subindo o vale e dos italianos que vinham descendo a serra. Por essa razão, devido a influência na formação histórica e cultural, o município de Barão reconheceu o Hunsrik e o Talian como línguas cooficiais em seu território através da Lei nº 2451, sendo o primeiro município a reconhecer ambas as línguas no estado do Rio Grande do Sul.